# Hirnyzke (Snischne)
Hirnyzke (ukrainisch Гірницьке; russisch Горняцкое Gornjazkoje) ist eine Siedlung städtischen Typs im Osten der Ukraine in der Oblast Donezk mit etwa 1200 Einwohnern.

## Geographie
Die Siedlung städtischen Typs liegt im Donezbecken, etwa 66 Kilometer östlich vom Oblastzentrum Donezk und 6 Kilometer südöstlich vom Stadtzentrum von Snischne, zu dessen Stadtkreis sie zählt, entfernt.
Der Ort bildet innerhalb der Stadt Snischne eine eigene Siedlungsratsgemeinde zu der auch die Siedlungen städtischen Typs Braschyne, Lymantschuk und Nykyforowe zählen, durch den Ort fließt ein Fluss in südliche Richtung, unmittelbar im Nordosten grenzt die Oblast Luhansk (Rajon Antrazyt) an das Ortsgebiet.
Im Ortsgebiet befindet sich das Straflager Snischne (Nr. 127), ein Gefängnis der Ukraine.

## Geschichte
Hirnyzke entstand 1912 als Bergbausiedlung, erhielt 1938 den Status einer Siedlung städtischen Typs und ist seit Sommer 2014 im Verlauf des Ukrainekrieges durch Separatisten der Volksrepublik Donezk besetzt.